# Arcimoto

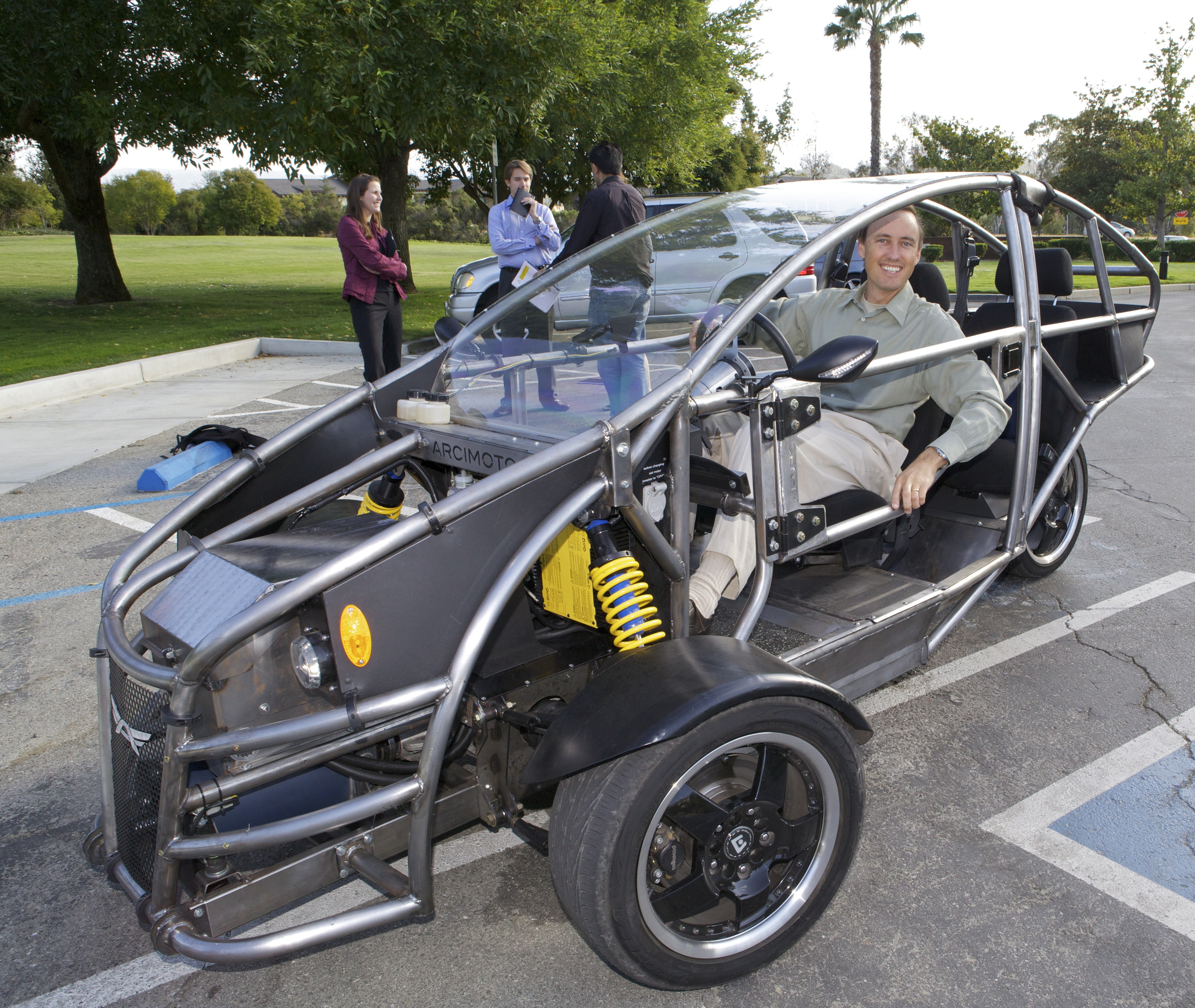
Arcimoto Platform Concept (2010)

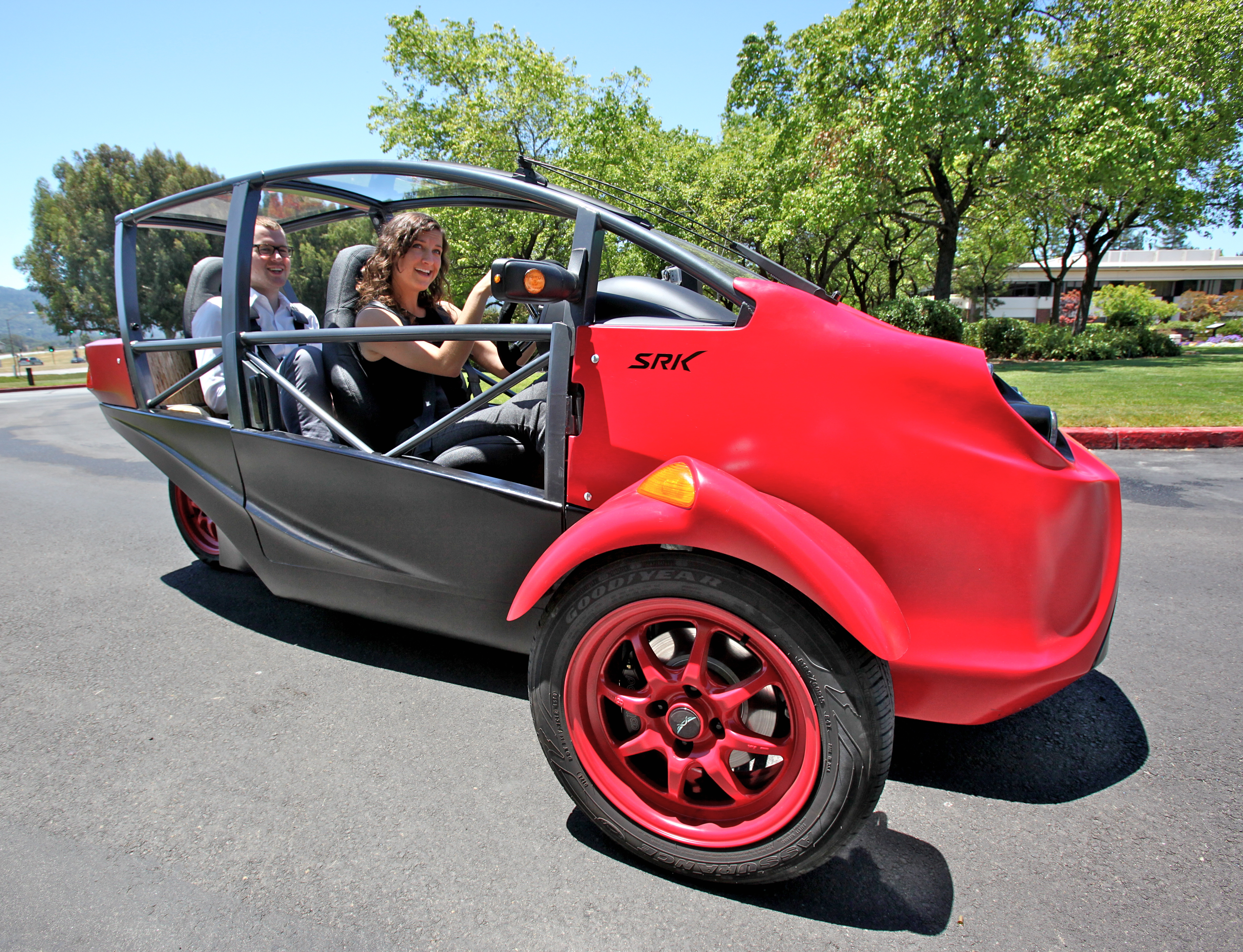
Arcimoto SRK Concept (2011)

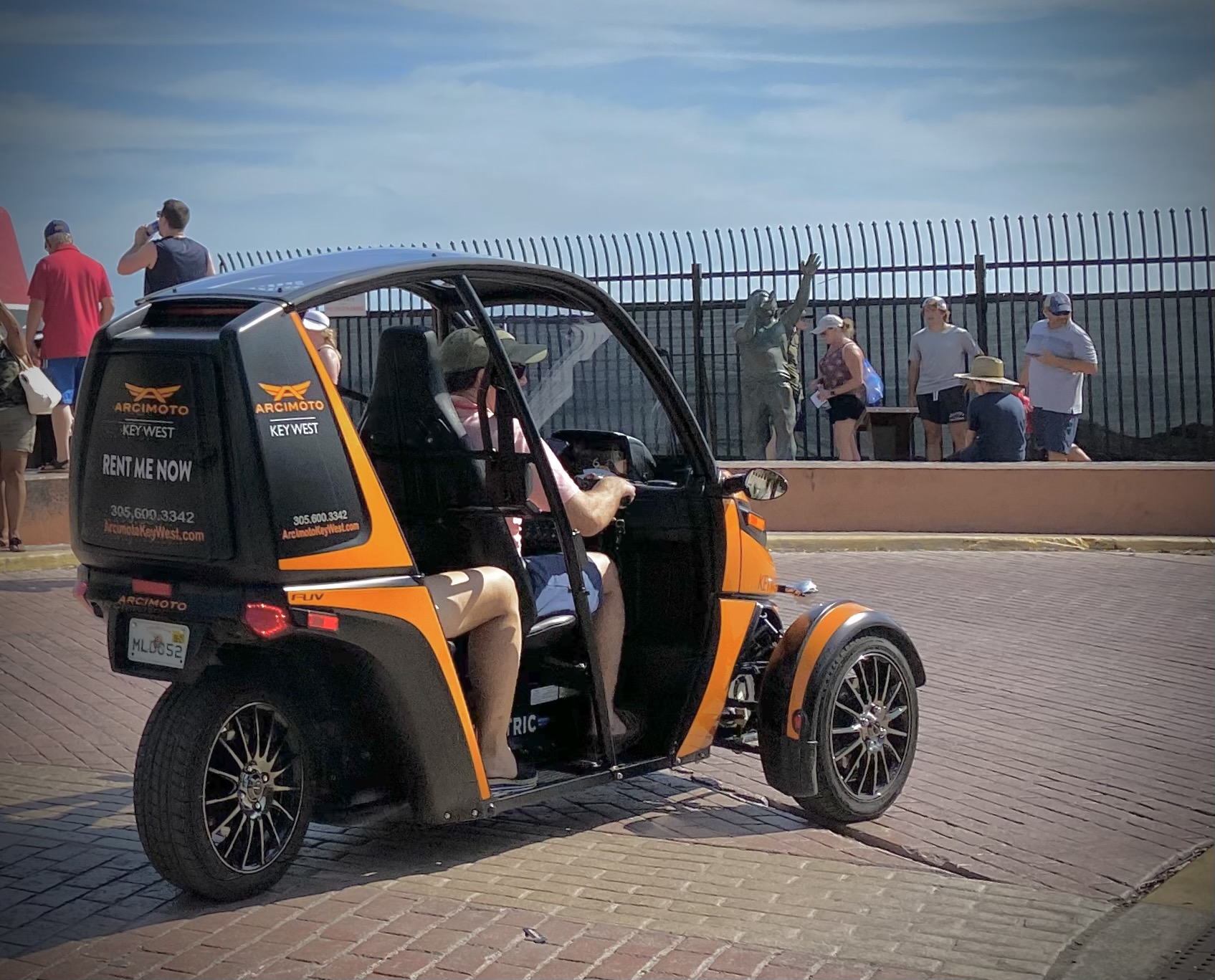
Arcimoto FUV (2021)

Arcimoto, Inc. – amerykański producent elektrycznych mikrosamochodów trójkołowych z siedzibą w Eugene działający od 2007 roku.

## Historia

### Początki
Przedsiębiorstwo Arcimoto założone zostało w 2007 roku przez amerykańskiego inżyniera Marka Frohnmayera, za cel obierając rozwój niszowych trójkołowych pojazdów elektrycznych wyróżniających się zwężaną ku tyłowi sylwetką zwieńczoną pojedynczym kołem. Koncepcję tę rozpoczęto następnie rozwijać w fazach, prezentując systematycznie kolejne prototypy ukierunkowane na finalny, produkcyjny model. Pierwszy prototyp o nazwie Vision wyróżniał się odkrytą karoserią pozbawioną szyby, dachu i drzwi, z kolei kolejny o przydomku Footprint zawierał już szkielet zabudowanego nadwozia z szybą oraz szerokoprofilowymi kołami. Kolejną zaawansowaną fazą rozwoju był prototyp  Pulse z 2009 roku z pełną, zamkniętą karoserią i drzwiami, a także m.in. klasycznymi reflektorami zapożyczonymi z Toyoty Yaris.
Koncepcja przedstawiona za pomocą modelu Pulse nie spotkała się z powieleniem przy kolejnych fazach prac. Prototypy Platform z 2010 oraz SRK z 2011 roku odeszły od stylistyki nawiązującej do klasycznych samochodów osobowych, wyróżniając się specyficznym orurowaniem nadwozia o wąskiej, wysokiej strukturze z fotelami umieszczonymi jeden za drugim. Model SRK stanowił podsumowanie dotychczasowych prac, wciąż nie będąc jednak ostatecznym modelem produkcyjnym.

### FUV
We wrześniu 2017 Arcimoto stało się spółką publiczną notowaną pod kodem FUV na nowojorskiej giełdzie NASDAQ. Po tym jak w międzyczasie rozwinięto jeszcze dwa projekty Arcimoto o przydomkach The First Mule i The First Pilot będące finalnym etapem prac konstruktorów amerykańskiej firmy, ostateczny seryjny model o nazwie Arcimoto FUV zadebiutował w lutym 2019 roku. Produkcja pojazdu rozpoczęła się w tym samym roku.
W 2021 roku ogłoszono rozbudowę oferty o kolejne warianty nadwoziowe FUV-a, obejmując także odmianę dostawczą o nazwie Deliverator, a także pozbawionego dachu Roadstera.

## Modele samochodów

### Obecnie produkowane
- FUV
- Deliverator
- Roadster

### Studyjne
- Arcimoto Vision (2007)
- Arcimoto Footprint (2008)
- Arcimoto Pulse (2009)
- Arcimoto Platform (2010)
- Arcimoto SRK (2011)